# Milena Rosner

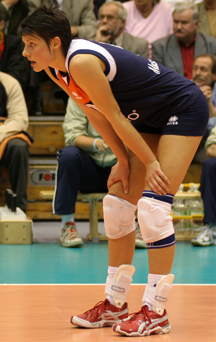
Milena Rosner zawodniczką MKS Muszynianki-Fakro Muszyna

Milena Maria Rosner (ur. 4 stycznia 1980 w Słupsku) – polska siatkarka, reprezentantka kraju, grająca na pozycji przyjmującej, pod koniec kariery siatkarskiej jako libero.
W 2010 roku urodziła syna Milana.

## Przebieg kariery
Karierę rozpoczynała w Czarnych Słupsk. W 2000 roku zadebiutowała w reprezentacji Polski seniorek, z którą w 2005 roku zdobyła mistrzostwo Europy. Po zdobyciu w 2006 roku mistrzostwa Polski wyjechała za granicę – z hiszpańskim klubem z Teneryfy zdobyła brązowy medal Ligi Mistrzyń, zostając najlepszą przyjmującą zawodniczką turnieju finałowego. Od Pucharu Świata 2007 do Igrzysk Olimpijskich w Pekinie 2008 była kapitanem reprezentacji. Po olimpiadzie zakończyła przygodę z kadrą. Po sezonie spędzonych we Włoszech wróciła do Polski, zdobywając drugie mistrzostwo w polskiej lidze. Po urlopie macierzyńskim, sezon spędziła w Rumunii, a w latach 2011–2013 grała w Impel Gwardii Wrocław. Po roku przerwy, związała się rocznym kontraktem z PGE Atomem Trefl Sopot, w którym występowała na boisku jako libero.

## Kariera siatkarska
| Kariera juniorska         | Kariera juniorska             | Kariera juniorska | Kariera juniorska | Kariera juniorska | Kariera juniorska | Kariera juniorska | Kariera juniorska | Kariera juniorska | Kariera juniorska | Kariera juniorska |
| ------------------------- | ----------------------------- | ----------------- | ----------------- | ----------------- | ----------------- | ----------------- | ----------------- | ----------------- | ----------------- | ----------------- |
| Lata                      | Klub                          |                   |                   |                   |                   |                   |                   |                   |                   |                   |
| 1994–1997                 | TPS Czarni Słupsk             |                   |                   |                   |                   |                   |                   |                   |                   |                   |
| Kariera seniorska         |                               |                   |                   |                   |                   |                   |                   |                   |                   |                   |
| Lata                      | Klub                          |                   |                   |                   |                   |                   |                   |                   |                   |                   |
| 1997–2002                 | Gedania Gdańsk                |                   |                   |                   |                   |                   |                   |                   |                   |                   |
| 2002–2005                 | PTPS Nafta-Gaz Piła           |                   |                   |                   |                   |                   |                   |                   |                   |                   |
| 2005–2006                 | MKS Muszynianka-Fakro Muszyna |                   |                   |                   |                   |                   |                   |                   |                   |                   |
| 2006–2007                 | Spar Tenerife Marichal        |                   |                   |                   |                   |                   |                   |                   |                   |                   |
| 2007–2008                 | Foppapadretti Bergamo         |                   |                   |                   |                   |                   |                   |                   |                   |                   |
| 2008–2009                 | MKS Muszynianka-Fakro Muszyna |                   |                   |                   |                   |                   |                   |                   |                   |                   |
| 2010–2011 (od 27.12.2010) | Dinamo Bukareszt              |                   |                   |                   |                   |                   |                   |                   |                   |                   |
| 2011–2013                 | Impel Gwardia Wrocław         |                   |                   |                   |                   |                   |                   |                   |                   |                   |
| 2014–2014 (do 20.12.2014) | PGE Atom Trefl Sopot          |                   |                   |                   |                   |                   |                   |                   |                   |                   |

## Sukcesy klubowe
Puchar Polski:
- 2003

Liga polska:
- 2006, 2009
- 2005

Liga Mistrzyń:
- 2007

Liga hiszpańska:
- 2007

Puchar Włoch:
- 2008

Liga rumuńska:
- 2011

## Sukcesy reprezentacyjne
Mistrzostwa Europy:
- 2005

## Nagrody indywidualne i wyróżnienia
- 2007: Najlepsza polska przyjmująca 2006 roku w plebiscycie miesięcznika „Super Volley”
- 2007: Najlepsza przyjmująca turnieju finałowego Ligi Mistrzyń

## Odznaczenia
- Złoty Krzyż Zasługi, 22 listopada 2005[2]